# Alchemilla haumanii
Alchemilla haumanii é uma espécie de rosácea do gênero Alchemilla, pertencente à família Rosaceae.